# Dominika Ostałowska
Dominika Ostałowska, née Dominika Zduniak le 18 février 1971 à Varsovie, est une actrice polonaise de télévision, de cinéma et de théâtre. Elle a remporté deux fois le prix Orły : l'un pour son rôle principal dans le film Daleko od okna (pl) et un autre pour son rôle dans le film Warszawa (pl).

## Biographie

### Enfance et études
Elle est la fille de l'acteur Ryszard Ostałowski (pl) et de la journaliste Irena Ostałowska, qui ont divorcé lorsque leur fille avait trois ans. Elle est diplômée du lycée Adam Mickiewicz de Varsovie. En 1994, elle est diplômée de l'Académie de théâtre Alexandre-Zelwerowicz.

### Carrière
De 1994 à 2000, elle est actrice au théâtre Ateneum de Varsovie,.
De 2000 à 2012, elle se produit au théâtre Powszechny de Varsovie,.
Elle joue également une douzaine de rôles au Théâtre de la télévision polonaise (pl), notamment dans Niektóre gatunki dziewic de Doman Nowakowski (pl), Le Dibbouk de Shalom Anski et Grzechy starości de Maciej Wojtyszko.
En 2009, elle a fait partie du jury du 34e Festival du film polonais de Gdynia.
Depuis 2012, elle travaille au Théâtre Studio Stanisław Ignacy Witkiewicz à Varsovie,.
Elle est reconnue à l'échelle nationale pour son rôle de Marta Mostowiak dans la série M jak miłość, dans laquelle elle joue depuis 2000.
Elle est ambassadrice de la chaîne de télévision ID (Investigation Discovery), sur laquelle elle présente les émissions Tajemnice rezydencji (2012) et Stalking – zła miłość (2013). Elle devient ambassadrice de la campagne sociale Stop Stalking.

## Filmographie
Sauf indication contraire, les informations mentionnées dans cette section peuvent être confirmées par la base de données cinématographiques IMDb,  présente dans la section « Liens externes ».

### Cinéma
- 1994 : Blood of the Innocent : Sonia
- 1995 : Łagodna : épouse
- 1997 : Les garçons Witman : Irén
- 1997 : Historie miłosne : Ewa Bielska, étudiante
- 1997 : Un air si pur... : femme de chambre
- 1998 : Złoto dezerterów : agent de sécurité dans une banque
- 1999 : Wojaczek : Teresa
- 2000 : Musisz żyć : Agnieszka, mère d'Adam
- 2000 : Daleko od okna : Regina Lilienstern
- 2003 : Varsovie : Wiktoria
- 2007 : Nadzieja : mère de Franciszek
- 2010 : Projekt dziecko, czyli ojciec potrzebny od zaraz : Ania
- 2016 : Historia Roja : Comtesse Gasowska

### Télévision
- 1997 : Boża podszewka : Anusia Jurewicz (3 épisodes)
- 2000–2024 : M jak miłość : Marta Mostowiak (902 épisodes)
- 2007 : Regina : Regina
- 2007 : Ekipa : Karolina Jabłońska (1 épisode)
- 2007 : Kryminalni : Magda Leszczyńska (1 épisode)
- 2011 : Gleboka woda : Wioletta (1 épisode)
- 2013 : Prawo Agaty : Barbara Król (1 épisode)
- 2013 : Hotel 52 : Nina Richter (1 épisode)
- 2014 : O mnie się nie martw : Elżbieta Kosowska (1 épisode)
- 2015 : Prokurator : Anna Falkowska (1 épisode)
- 2015 : Na dobre i na złe : mère de Weronika (3 épisodes)
- 2017 : Ojciec Mateusz : Urszula Jaskólska (1 épisode)
- 2018–2019 : Przyjaciólki : Olga Bratkowska (14 épisodes)
- 2019 : Echo serca : Justyna Bogucka (1 épisode)
- 2021 : Szadź : Teresa Sznajder (2 épisodes)

## Vie privée
Elle a été mariée à l'acteur Hubert Zduniak (pl), avec qui elle a un fils, Hubert (né en 2002),. Elle a également eu une relation informelle avec le réalisateur Mariusz Malec.

## Récompenses et distinctions
Elle reçoit, pour son rôle de Marianne dans les Légendes de la forêt viennoise d'Ödön von Horváth mis en scène au théâtre Ateneum de Varsovie, le prix Aleksander Zelwerowicz pour la saison 1998/1999, décerné par les rédacteurs du mensuel Teatr.